# Ivan Volf
Ivan Volf (* 20. Juli 2006) ist ein kroatisch-deutscher Basketballspieler.

## Werdegang
Der Sohn kroatischer Eltern wurde in Deutschland geboren und wuchs dort auch auf. Volf wurde in der Nachwuchsabteilung des FC Bayern München ausgebildet.
Im Dezember 2022 gab er seinen Einstand in Münchens zweiter Herrenmannschaft in der 2. Bundesliga ProB. In der Basketball-Bundesliga spielte Volf erstmals Anfang November 2024. Im weiteren Verlauf der Saison 2024/25 wurde der FC Bayern deutscher Meister.

### Nationalmannschaft
Volf wurde kroatischer Jugendnationalspieler. Er nahm auch an Sichtungsveranstaltungen des deutschen Verbands teil.